# Natalia de Luccas
Natalia de Luccas (Limeira, 13 de setembro de 1996) é uma nadadora brasileira, especialista em nado costas.

## Trajetória esportiva
No Campeonato Mundial Júnior de Natação de 2013 realizado em Dubai, Natalia de Luccas terminou em quinto lugar no revezamento 4x100 metros nado livre, décimo lugar no revezamento 4x100 metros medley, décimo lugar no revezamento 4x100 metros medley misto, décimo lugar nos 100 metros costas, 12º lugar nos 100 metros livre, 17º lugar nos 200 metros costas e 19º lugar nos 50 metros costas. 
Em 5 de dezembro de 2013, no Troféu Júlio Delamare realizado no Rio de Janeiro, quebrou o recorde sul-americano nos 200 metros costas com o tempo de 2m12s09.
Nos Jogos Sul-Americanos de 2014, Natalia ganhou duas medalhas de bronze: nos 100 metros costas e 200 metros costas.
Nos Jogos Olímpicos da Juventude de 2014 em Nanquim, na China, ganhou a medalha de prata no revezamento 4x100 metros livre misto, junto com Luiz Altamir Melo, Matheus Santana e Giovanna Diamante. Também terminou em quarto lugar nos 100 metros costas, quarto lugar no revezamento 4x100 metros medley misto, quinto lugar no revezamento 4x100 metros livre, décimo nos 50 metros costas, e 16º nos 200 metros costas.
Nos Jogos Pan-Americanos de 2015 em Toronto, no Canadá, Natalia ganhou o bronze na prova dos 4x100 metros medley, por participar das eliminatórias da prova. Ela também terminou em nono lugar nos 100 metros costas. 
Participou dos Jogos Olímpicos de Verão de 2016 no Rio de Janeiro.